# Église Saint-Nicolas de Liège
Pour les articles homonymes, voir Église Saint-Nicolas et Église des Récollets.
L'église Saint-Nicolas, ancienne église du couvent des Récollets, est une église de Liège située rue Fosse aux Raines dans le quartier d'Outremeuse.

## Historique

### Construction de l'église
Le couvent des Récollets ne souffre pas du bombardement du Maréchal Boufflers du haut du Mont Cornillon en 1691, sauf l'église de l'époque, qui prend feu. Les récollets reconstruisent leur église dès 1710, date de la pose de la première pierre, probablement par Paul Kourz, capable à l'époque de faire les plans. Malheureusement quasiment aucun vestige de l'ancienne église n'est conservé, et même les dalles tumulaires sont réemployées comme matériaux de construction. Seules quelques dalles funéraires sont reportées dans les nefs latérales ou les murs de façade.
En 1711, le chœur est achevé, comme l'indique le millésime avec le monogramme du Christ en haut de la muraille extérieure du chœur. Les récollets obtiennent la même année l'autorisation de la Cité d'avancer de sept pieds dans la rue pour y placer le frontispice de leur nouvelle église en avançant vers le jardin de l'ancien hôpital de Bavière, à condition d'élargir la rue Châtre qui conduit au moulin (à côté de leur parloir). La Cité leur accorde en 1712 et 1713, une somme de quatre cents florins et en 1715, le Conseil octroie mille florins pour l'érection de deux autels .
En 1726, le fondeur Pierre Levache est chargé de refondre la grosse cloche et ce n'est que le 30 octobre 1729 qu'a lieu la consécration de la nouvelle église par Jean-B. Gillis, évêque suffragant de Liège. Les autels sont consacrés à saint Joseph, le deuxième à Notre-Dame de Hal, le troisième à saint Antoine, le quatrième à saint François et celui de la sacristie, à saint Bonaventure.

### Dégâts mineurs
Le 5 septembre 1767, la foudre tombe sur la tour de Récollets et on la répare la même année. L'horloge et le petit carillon du couvent sont restaurés en 1774.

### Révolution française

#### Fin du couvent
Le couvent ne tarde pas à ressentir les perturbations sociales de 1789. On ne le rançonne pas, les Récollets n'ayant aucun bien ni aucun revenu. Mais on leur impose rapidement de loger des volontaires. Quant à l'église, suivant les nouvelles mesures prises par l'administration républicaine, elle sert de magasin à caisson pour l'armée.
Le 1er septembre 1796, le couvent des Récollets est déclaré bien de la république et quelques Pères Récollets acceptent les bons de la république le 5 décembre 1796. Le 30 et 31 décembre, les tableaux et autres ornements sont transportés à Saint-Paul, transformée en magasin d'objets d'arts confisqués.

#### Suspension de la vente du couvent
Si la vente de l'église des Récollets est suspendue en 1797, c'est que les habitants d'Outremeuse et plus particulièrement ceux de la paroisse Saint-Nicolas à la tête du pont du même nom, ont demandé aux autorités départementales de substituer l'église des Récollets à la leur qui tombe en ruine et en faire une église paroissiale. En date du 22 ventôse de l'an V, 12 mars 1797, l'administration centrale accepte la requête.
Les religieux ne peuvent racheter le couvent.

#### Transfert de Saint-Nicolas

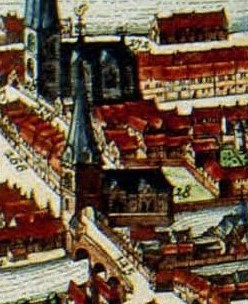
L'église Saint-Nicolas au Pont.

En 1804, les marguilliers de la fabrique de Saint-Nicolas se disposent à prendre possession de l'église des Récollets, aussitôt que certaines réparations ou changements indiqués, comme la construction d'un clocher, seraient opérés. Les marguilliers exigent également la restitution du tableau qui ornait l'autel majeur, tableau qui a été posé comme modèle de peinture à l'École centrale. Le préfet leur accorde. Dès décembre 1804, le sanctuaire était rouvert aux fidèles et les six confréries sont rétablies.  

#### Construction du clocher
La Tour des Récollets n'avait pas de clocher mais un simple campanile. Dès 1843, l'érection du nouveau clocher est achevée, et l'année suivante le petit campanile est détruit. En 1843, l'église est éclairée au gaz. En 1845, la foudre endommage le nouveau clocher. En 1846, les fenêtres du chœur sont maçonnées. Une horloge est placée en 1870.

### AuXXesiècle
Un obus s'abat sur la charpente du chevet sans causer de gros dommages. En octobre 1924, est inauguré un monument  à la mémoire des 57 paroissiens morts pendant la guerre ; il est encastré dans le mur de l'église. Les inondations de janvier 1926 atteignent 56 cm dans la nef mais ne causent que peu de dégâts.

## Architecture
Vaisseau à voûte élevée, et à fortes nervures, trois nefs, séparées par une double rangée de colonnes doriques. Ni transept ni chapelles latérales, mesure intérieurement 39 mètres et 15 mètres de large.

## Œuvres
Le maître-autel en bois sculpté et la statue de la Vierge datent de 1730 et ne peuvent donc être l'œuvre de Jean Del Cour comme parfois évoqué. Le tableau qui apparaît dans le retable est de Godefroid Maes, rentoilé et retouché par Lacroix. Les statues des autels latéraux ont été produites par Verbure.
En 1737, Saumery pouvait décrire l'église des Récollets :

« On dirait que la menuiserie et la sculpture ont été épuisées pour contribuer à sa décoration. Le grand autel est un des plus beaux morceaux de ces deux genres. L'art y emploie ses trais les plus beaux et les plus délicats. Les stalles et le pourtour du chœur sont dans le gout de l'autel. La balustrade qui le sépare de la nef n'y déroge certainement pas, et les bancs, le boisage des sous ailes et surtout de la chaire, accompagne parfaitement le reste. En un mot tout y flate la vue »

— Saumery, Les délices du Païs de Liège, t.1, pp. 193-194
Lors de la réouverture de l'église en 1804, quelques œuvres de Cornélis Vander Veken, de Franck et de Jean Hans, vont venir de Saint-Nicolas desservie par les Prémontrés. 
En 1842, sont enlevés les tableaux qui ornaient les nefs latérales qui rappelaient les traits de la vie de saint François. À l'entrée des nefs latérales, on supprime deux petits autels en l'honneur de Saint-Roch et de l'Ange gardien. Ils sont remplacés par un tableau de Gérard de Lairesse coupé en deux panneaux et restauré par le peintre Bonnefoi en 1875. Sous le jubé, deux toiles exécutées à Rome par Jean-Mathieu Nisen en 1845 représentent le Sacré Cœur de Jésus et le Saint-Cœur de Marie. Le Chemin de Croix actuel est installé en 1854. La même année, le peintre Lecrenier restaure les huit tableaux qui ornent les parois du chœur. Enfin en 1885, les murs, les colonnes et les pilastres sont débarrassés de vieux plâtras et de plusieurs couches de badigeons, et en 1909, les peintures sont renouvelées.

### Liste
- Sculptures de Saint-Augustin et Saint-Norbert (1701-1710), Cornélis Vander Veken.